# Eugenia tinifolia
Eugenia tinifolia är en myrtenväxtart som beskrevs av Jean-Baptiste de Lamarck. Eugenia tinifolia ingår i släktet Eugenia och familjen myrtenväxter.
Artens utbredningsområde är Mauritius. Inga underarter finns listade i Catalogue of Life.